# 修飾語
修飾語（）、（英: modifier）あるいは修飾語句（）とは、言語学の用語の一つである。

## 種類

### 連体修飾語
修飾語の中で体言（名詞、代名詞）を修飾するものを連体修飾語という。
例えば、「青い空」の形容詞「青い」が名詞「空」の連体修飾語である。また、「窓のそばに立っている少年」の場合、「窓の」（名詞+格助詞「の」）が名詞「そば」の連体修飾語であり、「立っている」（動詞「立つ」の連用形+接続助詞「て」+補助動詞「いる」）が名詞「少年」の連体修飾語である。この場合において、「窓のそばに立っている」は「少年」の連体修飾部である。
なお、連体修飾語（または連体修飾部）とそれを受ける体言からなる句は、名詞句となる。この例で言えば、「窓のそば」や「立っている少年」、「窓のそばに立っている少年」が名詞句である。

#### 連体修飾語になる品詞
| 格助詞「の」               | 「私のペン」                                 |
| 形容詞                     | 「美しい絵」                                 |
| 形容動詞                   | 「きれいな花」                               |
| 連体詞                     | 「この本」                                   |
| 用言または活用連語の連体形 | 「飛ぶ鳥」「咲かない花」「気取った言葉遣い」 |

### 連用修飾語
修飾語の中で用言（動詞、形容詞、形容動詞）を修飾するものを連用修飾語という。
例えば、「彼は非常に勇敢だ」の副詞「非常に」が動詞「勇敢だ」の連用修飾語である。また、「そばに仁王立ちで立っている」の場合、「そばに」（名詞+格助詞「に」）及び「仁王立ちで」（名詞+格助詞「で」）がそれぞれ「立っている」の連用修飾語である。この場合において、「そばに仁王立ちで」は「立っている」の連用修飾部である。
なお、連体修飾語が連用修飾語に係る関係である場合は、それらを含めて連用修飾部となる。前節の例で言えば、「窓のそばに立っている」の「窓のそばに」が、「立っている」の連用修飾部である。これは、連体修飾語「窓の」が連用修飾語「そばに」に係る関係であるためである。更に、連用修飾語（または連用修飾部）とそれを受ける用言（または活用連語）の連体形からなる句は、連体修飾部となる。前節の例で言えば、「そばに立っている少年」の「そばに立っている」が、「少年」の連体修飾部である。

#### 連用修飾語になる品詞
| 動詞の連用形+付属語                                               | 「跳ねるように舞う」                                                                          |
| 形容詞の連用形                                                    | 「美しく踊る」                                                                                |
| 形容動詞の連用形                                                  |                                                                                               |
| 副詞                                                              | 「とてもきれいだ」                                                                            |
| 格助詞「を」、「に」、「へ」、 「と」、「から」、「より」、「で」 | 「花を植える」「学校に（へ）行く」「友達と遊ぶ」 「家から遠い」「私より大きい」「学校で遊ぶ」 |

「跳ねるように」は助動詞「ようだ」の連用形を伴っているが、この1文節で「舞う」に係る連用修飾語である。